# Девід Лама
Девід Лама (неп. डेभिड लामा ; 4 серпня 1990 — 16 квітня 2019) — австрійський скелелаз та альпініст. Чемпіон Європи зі складності 2006 року та Чемпіон Європи з болдерингу 2007 року. Відомий першим вільним проходженням маршруту Компресор (Південно-Східний хребет) на Серро-Торре. У 2018 році він здійснив перше (соло) сходження на вершину Лунаг Рі в Гімалаях. У 2019 році він був посмертно вшанований за це сходження нагородою Золотий льодоруб.

## Біографія
Девід Лама народився в 1990 році. Його батько — гірський гід з Непалу, а мати — австрійка із Інсбруку. Йому було п'ять років під час першого сходження в альпійському таборі ветерана Гімалаїв Пітера Хабелера. Хабелер негайно зателефонував батькам, щоб повідомити про незвичайну талановитість їхньої дитини. Лама був у складі збірної команди зі скелелазіння під керівництвом Рейнгольда Шерера.

### Змагальння зі скелелазіння
У 2004 році, в 14 років, Лама виграв Молодіжний Кубок Європи. Того ж року він проліз свій перший маршрут складністю 8с.
Він знову виграв Кубок Європи у 2005 році, а наступного року почав виступати у змаганнях для дорослих. Міжнародна федерація спортивного скелелазіння (IFSC) змінила правила, щоб Лама, якому на той момент було лише 15 років, зміг взяти участь у Кубку Світу серед дорослих. Лама став наймолодшим учасником Кубку Світу, і першим, хто перемагав в фіналі етапів Кубку Світу як в складності, так і в боулдерингу в першому ж сезоні.
Лама став чемпіоном Європи, як в складності (2006), так і в боулдерингу (2007). 2009 року він виборов бронзу на Чемпіонаті Світу зі складності.
У 2011 році він завершив змагальну кар'єру та зосередився виключно на альпінізмі.

### Альпінізм

#### Вільне проходженняСерро-Торре

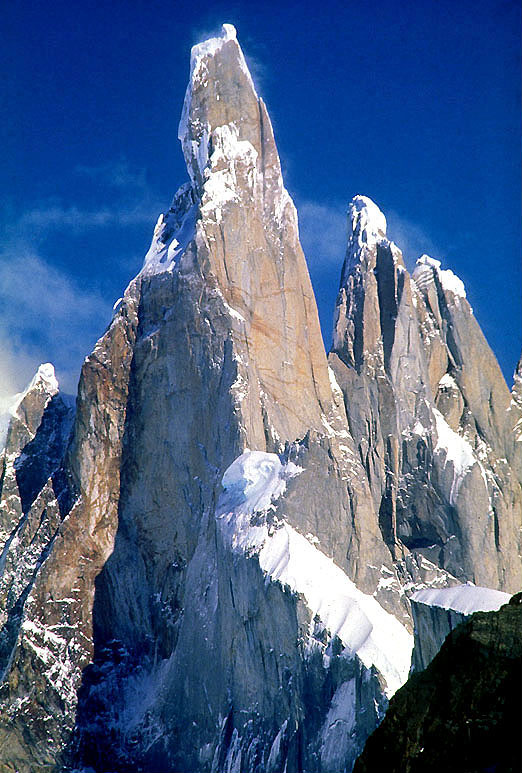
Серро-Торре в Південному Патагонському льодовому полі, Південна Америка

У 2009 році Девід Лама оголосив про намір вільного сходження на Серро-Торре по маршруту Компресор. Вільне сходження здійснюється за допомогою виключно природних скель та льоду. Болти та мотузка служать лише для страховки у разі зриву. Усі попередники так чи інакше використовували ШТО. Легенда альпінізму Рейнгольд Месснер навіть назвав проєкт «божевільним і неможливим».
Під час першої спроби в 2009 році з Ламою була знімальна група, яку надав його спонсор Red Bull. Перша спроба закінчилася невдачею. Ламі та його напарнику Даніелю Стоєреру довелося розвернутися через негоду. В базовому таборі погода також була поганою, тож команді довелося відмовитися від сходження у сезоні 2009/2010.
В результаті цієї першої спроби розпочався скандал серед альпіністів. Ламу і знімальну групу Red Bull жорстоко розкритикували. Знімальна група залишила після себе щонайменше 30 болтів поруч із маршрутом, якому і так діставало болтів. 700 метрів перил та п'ять баулів для транспортування також залишилися біля маршруту. Щоб прибрати спорядження найняли аргентинських гідів, але вони не змогли все зняти, і залишили всі болтів.
Лама заявив, що не знав про велику кількість болтів, які забила команда фільму, але взяв всю відповідальність на себе і пообіцяв не повторювати помилку. Він пообіцяв прибрати решту спорядження наступного року.
Вони повернулися для другої спроби в січні 2011 року. Пітер Ортнер, більш досвідчений альпініст, замінив Стоєрера як напарника Лами. Першу спробу сходження довелося також припинити, оскільки на стіні намерзло забагато льоду. 12 лютого, під час невеликого вікна гарної погоди, двом альпіністам вдалося дістатися до вершини використовуючи ШТО. Це сходження підняло моральний дух команди після довгих серій невдач і стало розвідкою вільного проходження маршруту.
У січні 2012 року Лама та його команда повернулися з третьою експедицією. За кілька днів до запланованого сходження вони дізналися, що альпіністи Джейсон Крак та Хайден Кеннеді пройшли маршрут Компресор, використовуючи якнайменше болтів. Під час спуску вони зрізали всі болти, які вважали непотрібними, щоб відновити складність природного маршруту. Всього понад 120 болтів, більшість з яких було забито за часів відомого сходження Чезаре Маестрі з газовим компресором 1970 року. Верхня частина маршруту Компресор та ще одна мотузка нижче були повністю звільнені від болтів. Цей крок викликав бурхливі суперечки серед альпіністів. Обидва альпіністи були ненадовго затримані чилійською поліцією, а зрізані болти конфісковані. Лама заявив, що він в будь якому випадку не збирався користуватися болтами та не збирається змінювати плани стосовно вільного проходження. Оскільки без болтів по маршруту стало неможливо піднятися за допомогою звичайних засобів, знімальній групі довелося піднятися на вершину по західній стороні гори та дюльферяти вниз, щоб задокументувати спробу.
19 січня 2012 року Лама та Ортнер здійснили перше вільне сходження на Серро-Торре по маршруту Компресор по південно-східному хребту за 24 години. За словами Лами, в них було 5 болтів, але жоден з них не знадобився. Вони піднялися ліворуч від тріщини, по якій піднялися Сальватерра та Маббоні, тут у Лами був зрив, але він проліз мотузку з другої спроби. Пізніше він оцінив цю найскладнішу мотузку 8a. Двоє альпіністів заночували в підвісному біваку під льодовими грибами. Наступного дня, залишивши більшу частину стіни позаду, вони піднялись праворуч від маршруту Компресор, по тріщинам та нашльопкам на скелях. Усі попередні маршрути йшли ліворуч від Компресора.
У 2013 році National Geographic визнав вільне сходження Девіда Лами на Серро-Торре «Пригодою року».
Про сходження знято документальний фільм «Серо-Торре: Жодного шансу (сніг у пеклі)».

#### Перше соло сходження на Лунаг Рі

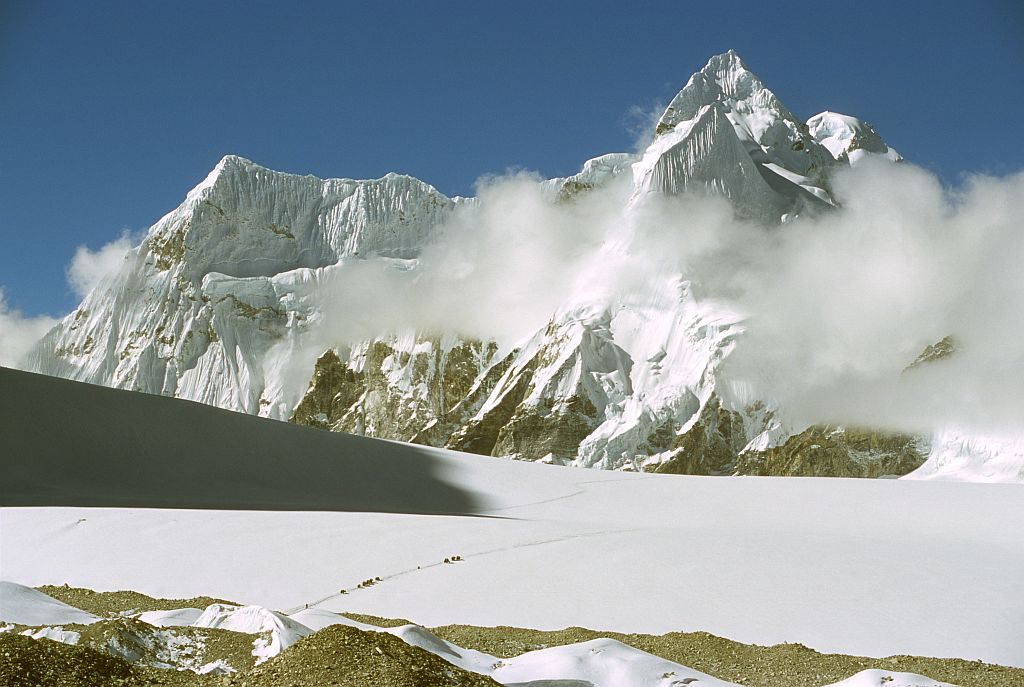
Вид на Нангпу Ла та Лунаг Рі-масив з базового табору Чо-Ойю. Вершина Лунаг Рі далеко праворуч на зображенні, наполовину праворуч на задньому плані - Лунаг Рі IV, позаду далеко ліворуч — Джобо Рін'янг.

У 2015 році Девід Лама об'єднався з капітаном альпіністської команди The North Face Конрадом Анкером заради підйому на Лунаг Рі висотою 6895 метрів, одну з найвищих гірських вершин Гімалаїв.
Їхня перша спроба відбулась 12 листопада 2015 року. Вони обрали скельну щілину, яка дозволила б їм піднятися на північно-західну вежу, з якої вони планували піднятися хребтом до вершини з використанням техніки мікстового лазіння. Вони досить пізно піднялися на хребет, тож влаштували на ніч у біваку. Рано вранці наступного дня сходження продовжилося. Відсутність льоду та погані снігові умови ускладнювали страховку. Їм не вдалося досягти вершини протягом наступного дня, тож треба було вирішити, чи закопуватись на ще одну ніч при можливій температурі –40 °C та сильному вітрі, або відмовитися від сходження і почати спуск. Вони вибрали останнє і звернули назад за 300 метрів до вершини.
Цього року в них вже не було змоги повторити спробу, але вони повернулися у 2016 році.
6 листопада 2016 року під час другої спроби Конрад Анкер переніс серцевий напад на висоті 6000 метрів під час підйому на щілину. Двоє альпіністів швидко вирішили дюльферяти. Лама викликав вертоліт рятувальників у базовому таборі. Через 12 годин після інфаркту Анкер переніс операцію в Катманду. З його проксимальної лівої артерії видалили тромб. У результаті Анкер полишив високогірні сходження, або, як він каже, «Володарів штормів».
Лама залишився у базовому таборі без напарника. Оскільки Анкер заявив, що не повернеться, Лама вирішив спробувати самотужки піднятися на вершину.
Третя спроба почалася 8 листопада 2016 року. Лама піднявся на північно-західний хребет довшою, але простішою щілиною, і розбив табір. Оскільки у нього не було напарника, йому довелося використовувати техніку самостраховки для підйому на хребет, піднімаючись лідером, встановлюючи станцію, а потім спускаючись назад, щоб зняти точки страховки. Такий підйом із важким рюкзаком виявився заважким. Цю третю спробу також довелося перервати неподалік від найвищої точки першої експедиції з Конрадом Анкером.
23 жовтня 2018 року Девід Лама повернувся для четвертої та останньої спроби. Також соло він піднявся на гору за три дні північно-західним хребтом. Підйом проходив тим самим маршрутом, що і у першу сольну спробу. Йому довелося два рази ночувати в біваку при температурі -30°С та поривах штормового вітру до 80 км/год. Протягом усього третього дня він не відчував пальців ніг. Незважаючи на це, він продовжив підйом і досяг вершини о 10:00 ранку, де майже відразу розпочав спуск. Опівночі Лама повернувся до базового табору. Він не втратив жодного пальця ніг.

### Смерть
16 квітня 2019 року Девід Лама разом з альпіністами Джес Роскеллі та Хансйоргом Ауером потрапив у лавину на піку Хауз на хребті Вапутік Канадських скелястих гір. Група піднялася новим маршрутом по східній стіні піку Хауз, одній з найскладніших канадських мікстових стін.
Фотографії з телефону Джеса Роскеллі свідчать про те, що троє альпіністів досягли вершини у вівторок, 16 квітня, о 12:44. Їхні тіла було знайдено 21 квітня 2019 року. На знімку з парку Айсфілдс, зробленим альпіністом з Кенмора, видно, що над їхнім маршрутом обламився великий карниз. Він повідомив, що лавина пронеслася південно-східною стіною о 13:58, через 31 хвилину після того, як троє альпіністів дісталися крутого кулуару над озером для спуску з маршруту. Їхні тіла дістали з конуса виносу лавини під льодовим маршрутом Life by the Drop. Тонкий шар снігу, що вкривав альпіністів, слугує ще одним доказом падіння карниза  як першопричину нещасного випадку.

## Результати на змаганнях

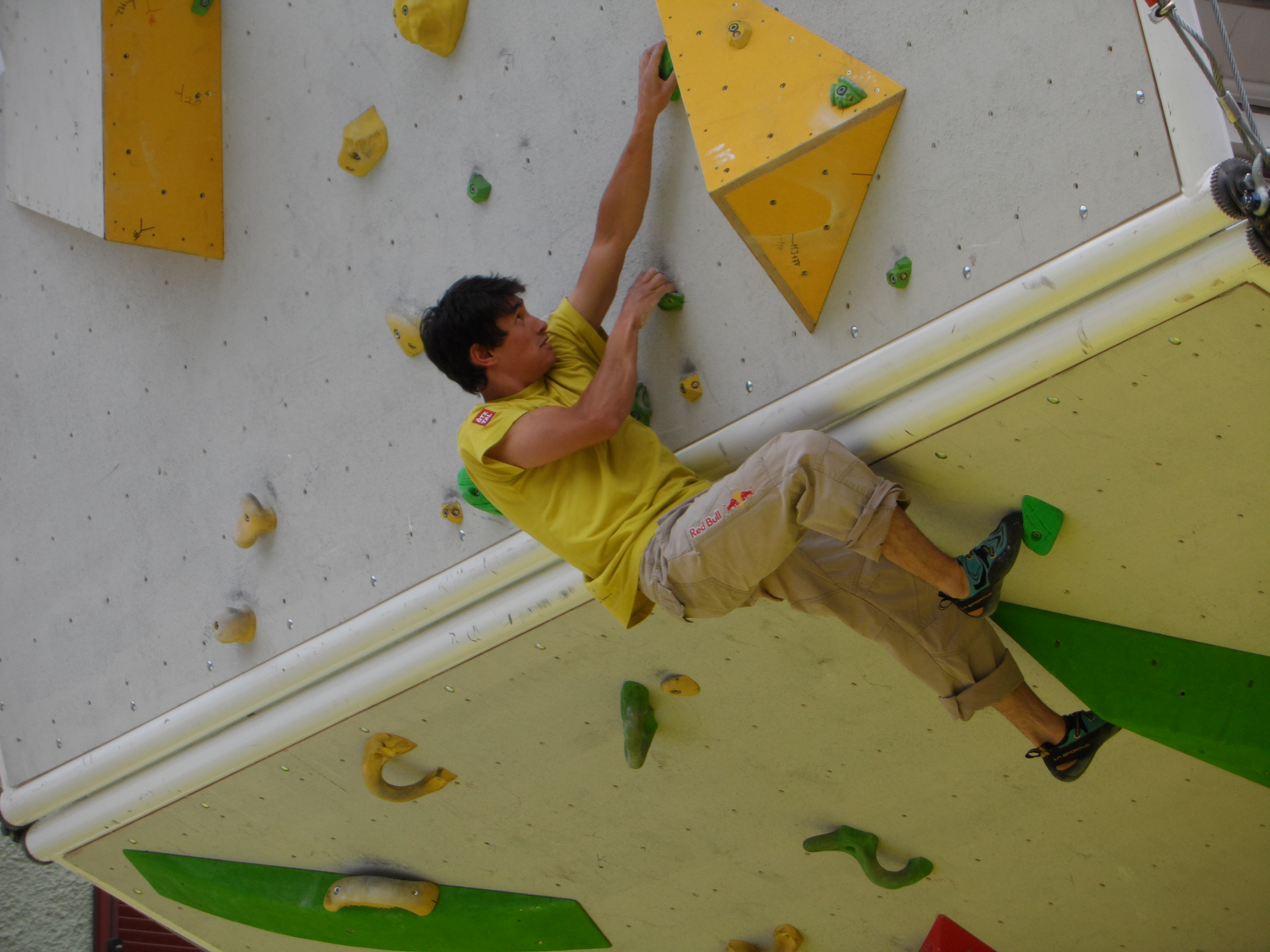
Девід Лама у 2014 році на перших змаганнях Free Master Solo у м. Ліенц, Австрія

### Чемпіонат світу IFSC
| Дисципліна | 2009 Сінін |
| ---------- | ---------- |
| Складність | 3          |

### Чемпіонати Європи UIAA та IFSC
| Дисципліна | 2006 | 2007 | 2010 |
| ---------- | ---- | ---- | ---- |
| Складність | 1    |      | 4    |
| Боулдеринг |      | 1    |      |

### Кількість медалей на Кубках світу з альпінізму UIAA та IFSC
Переможець загального Кубку світу IFSC 2008.

#### Складність / комбінований залік
| Сезон  | Золото | Срібло | Бронза | Всього |
| ------ | ------ | ------ | ------ | ------ |
| 2006   | 3      | 1      |        | 4      |
| 2007   | 1      |        |        | 1      |
| 2008   | 1      |        |        | 1      |
| 2009   |        |        | 1      | 1      |
| Всього | 5      | 1      | 1      | 7      |

#### Боулдеринг
| Сезон  | Золото | Срібло | Бронза | Всього |
| ------ | ------ | ------ | ------ | ------ |
| 2006   | 1      |        |        | 1      |
| 2008   | 2      |        | 2      | 4      |
| Всього | 3      |        | 2      | 5      |

### Чемпіонат світу з скелелазіння IFSC серед молоді
| Дисципліна | 2004 Молодь Б | 2005 Молодь Б | 2006 Молодь А |
| ---------- | ------------- | ------------- | ------------- |
| Складність | 1             | 1             | 3             |

### Європейські молодіжні кубки
- Володар європейського молодіжного кубку 2004 р.[42] та 2005 р.[43] (юнаки В, складність).

## Спортивні досягнення на скелях
- 2000 маршрут Kindergarten в Оспі (Словенія). Складність 8a. На момент проходження Ламі було 10 років. Він став наймолодшою людиною, що пролізла маршрут такої категорії складності.[44]
- 2004 маршрут Devers Satanique в Gorges du Loup (Франція). Онсайт складністю 8a+.[45]
- 2004 маршрут 7pm JP Chaud в Gorges du Loup (Франція). 8c. Перший маршрут складностю 8с.
- 2006 Іспанія: онсайт декількох маршрутів складністю до 8b+.[46]
- 2007 Нідертай в Ötztal (Австрія): за один день проліз маршрути Gondor (8c), Mordor (8c + / 9a) та In Memo Reini (8c).
- 2014 Маршрут Atalho do Diabo (5.13) на Корковадо, Ріо-де-Жанейро (Бразилія), разом із Феліпе Камарго.[47]
- 2015 маршрут Latent Core (5.11 А1) у Національному парку Сіон (США), разом із Конрадом Анкером, який намагався пролізти маршрут за 25 років до цього.[48]
- 2015 Маршрут Avaataraa в ущелині Баатара (Ліван). 9a.[49]

## Альпійські сходження
- 2009 Pamir Altai (Киргистан): Перше вільне проходження Asan (4230m) по Північно-західній стіні (разом з Ніною Капрез, Джованні Квуірічі та Стефаном Сігрістом, а також фотографом Райнером Едером).[50]
- 2010 Sarche (Італія): Лама та Йорг Верховен здійснили перше вільне проходження Brento Centro, яке пізніше повторили за день.[51]
- 2010 Доломіти (Італія): Лама повторив Bellavista (11-) на Тре Чіме ді Лаворедо, Чіма Овест, після одного дня спроб.[52]
- 2011 Серро-Торре (Арегнтина): Лама та Петер Ортнер піднялися на Серро-Торре по маршруту Компресор.
- 2011 Ґріндельвальд (Швейцарія): Лама пройшов Paciencia (8a) на північній стіні Айгера разом з Петером Ортнером.[53]
- 2011 Кашмір (Індія): Лама, Стефан Сігріст та Деніс Бурде здійснили перше проходження Yoniverse на Cerro Kishtwar.[54]
- 2011 Лофер (Австрія): Лама повторив Feuertaufe (8b) Александра Хубера, а також Stoamandl (8b), Donnervogel (8b) та Woher Kompass (8a+)
- 2012 Патагонія (Аргентина): Лама здійснив перше вільне проходження маршруту Компресор на Серро-Торро разом з Петером Ортером за 24 години. На той момент маршрут був предметом запальних суперечок через недавнє сходження двох інших скелелазів: американця Хайден Кеннеді та канадця Джейсона Крака, які видалили більшість болтів Маестрі за декілька днів до сходження Лами. Досягнення відзначено винагородою Piolets d'Or 2013.
- 2012 Каракорум (Пакистан): Лама та Ортнер повторили маршрут Eternal Flame на вежу Транго (також відому як Безіменна вежа; 6239 м).[55]
- 2012 Чоголіза (7668 м) на льодовику Балторо в Каракоруме (Пакистан):[56] Лама та Ортнер піднялися на Чоголізу I та спустилися на лижах по Північно-західній Стіні.
- 2013 Сагванд (Австрія): Перше зимове сходження Schiefer Riss на Сагванд в Тіролі разом з Хансйоргом Ауйером та Петером Ортенром.[57]
- 2013 Масив Лосячого зубу (Аляска): 12-24 квітня Лама разом з Дані Арнолдом зробив перше проходження Bird of Prey (1500 м, 6a, M7+, 90°, A2).[58]
- 2014 Каракорум (Пакистан): Перша серйозна спроба проходження (після розвідки 2013) непідкореної Північно-східної стіни Машебуруму (K1) разом з напарниками Петером Ортнером та Хансйоргом Ауйером. Команда була змушена відступити ще до того, як досягла стіни через постійну загрозу сходження лавин.[59]
- 2017 Солукхумбу (Непал): Лама піднявся на вершину Ама-Даблам (6812 м) 15 жовтня разом с Хансйоргом Ауйером та Адексом Блюмелем для акліматизації перед наступною експедицією на Південно-східну вежу Аннапурни III (7555 м), від якої напарники Лами в решті решт відмовилися.[60]
- 2018 Солукхумбу (Непал): Перше проходження (соло) Лунаг Рі (6907 м) через Західну вежу після трьох спроб (в 2015 та 2016 роках разом з Конрадом Анкером та соло).[61] Сходження відмічено нагородою Piolet d'Or посмертно в червні 2019 року.[5]
- 2018 разом з трьома друзями з Австрії Лама піднявся на вершину Чолатцзе (6501 м), також в Солукхумбу, Непал.[62]
- 2019 Альберта (Канада): Лама, Хансйорг Ауйер та Джесс Роскеллей піднялися по мікстовому маршруту Andromeda Strain (M5, 700 м) на Андромєду (3450 м).[63]